# Brändöfjärden, Kyrkslätt
Brändöfjärden är en fjärd i Finland. Den ligger i landskapet Nyland, i den södra delen av landet, 25 km sydväst om huvudstaden Helsingfors.